# Soso Liparteliani
Soso Liparteliani (gruz. სოსო ლიპარტელიანი; ur. 3 lutego 1971) – gruziński judoka. Brązowy medalista olimpijski z Atlanty.
Zawody w 1996 były jedynymi igrzyskami olimpijskimi. Po medal sięgnął w wadze półśredniej, do 78 kilogramów. Jego medal był pierwszym krążkiem zdobytym dla Gruzji w historii (reprezentacja tego kraju debiutowała w Atlancie w letnich igrzyskach olimpijskich). Był srebrnym medalistą mistrzostw Europy w 1993.
Jego wnuczka Eteri Liparteliani, była także judoczką, olimpijką z 2020 i 2024 roku.